# Birinşi Lïga
La  Birinşi Lïga è la seconda divisione del campionato kazako di calcio. Il campionato inizia in primavera e termina alla fine dell'autunno, in modo da essere disputato all'interno di un anno solare.
Viene organizzata dal 1994, e ha rappresentato il livello più basso del campionato Kazako fino al 2002. Tra il 2003 e il 2007, e poi nel 2020, è stata articolata in due gironi.

## Squadre 2024
- Altaı Óskemen
- Aqjaıyq
- Aqtöbe 2
- Arys
- Ekibastuz
- Han-Táńiri
- Jetisaı
- Kaspıı
- Oqjetpes
- Qairat Akademija
- Qaisar 2
- Qyran
- SD Family
- Taraz
- Turkistan
- Ūlytau

## Albo d'oro
| Stagione | Vincitore                  | Altre promozioni        |
| -------- | -------------------------- | ----------------------- |
| 1994     | Munaıshy                   | Qaınar                  |
| 1995     | Qaisar                     | Eńbek, Kókshe           |
| 1996     | non disputata              |                         |
| 1997     | Ferro Aqtöbe               | Ýralec, Nasha Kompanııa |
| 1998     | Tomırıs                    | Qairat, Esil Petropavl  |
| 1999     | Dinamo Š'ìmkent            |                         |
| 2000     | Aqtóbe-Lento               | Aq Jaıyq, Mańǵystaý     |
| 2001     | Tomırıs LFK                |                         |
| 2002     | Ekibastuzes                | Batys                   |
| 2003     | Iassy, Almaty              |                         |
| 2004     | Bolat                      |                         |
| 2005     | Énergetïk, Qaisar          |                         |
| 2006     | Avangard Petropavl, Jetisý |                         |
| 2007     | Megasport, Énergetïk       |                         |
| 2008     | Qazaqmıs                   | Taraz                   |
| 2009     | Qairat                     | Aqjaıyq                 |
| 2010     | Vostok Óskemen             | Qaisar                  |
| 2011     | Sunqar                     | Oqjetpes, Aqjaıyq       |
| 2012     | Ile-Säulet                 | Vostok Óskemen          |
| 2013     | Qaisar                     |                         |
| 2014     | Oqjetpes                   |                         |
| 2015     | Aqjaıyq                    |                         |
| 2016     | Qaisar                     |                         |
| 2017     | Jetisý                     | Qyzyljar                |
| 2018     | Oqjetpes                   | Taraz                   |
| 2019     | Qyzyljar                   | Kaspıı                  |
| 2020     | Atyrau Aqtöbe              |                         |
| 2021     | Aqsý                       | Maqtaaral               |
| 2022     | Oqjetpes                   | Qaisar                  |
| 2023     | Elimai                     | Tūran Türkistan Jeñis   |
| 2024     | Oqjetpes                   | Ūlytau                  |